# Armand Desmet
Armand Desmet (* Waregem, 23 de enero de 1931 - 17 de noviembre de 2012). Fue un ciclista belga, profesional entre 1955 y 1967, cuyos mayores éxitos deportivos los logró en la Vuelta a España donde obtuvo 1 victorias de etapa, y en el Giro de Italia donde también lograría 1 victoria de etapa en la edición de 1962.

## Palmarés
| 1955 - Kortemark 1957 - Vichte - Sijsele 1958 - E3-Prijs Harelbeke 1959 - Vuelta a Bélgica - Dendermonde - Waregem 1960 - Boortmeerbeek - 2.º en la Vuelta a España 1961 - 1 etapa en la Vuelta a Bélgica - 1 etapa en la París-Niza | 1962 - 1 etapa en el Giro de Italia - Gran Premio de Frankfurt - Deerlijk - Nederbrakel 1963 - Bottelare 1964 - 1 etapa en la Vuelta a España 1965 - Vichte 1966 - Ouwegem 1967 - Bruselas-Biévene |

## Resultados en Grandes Vueltas
| Carrera         | 1958 | 1959 | 1960 | 1961 | 1962 | 1963 | 1964 | 1965 | 1966 |
| --------------- | ---- | ---- | ---- | ---- | ---- | ---- | ---- | ---- | ---- |
| Tour de Francia | 33.º | 23.º | 53.º | -    | 16.º | 5.º  | Ab.  | Ab.  | 27º  |
| Giro de Italia  | -    | -    | -    | Ab.  | 10º  | -    | -    | -    | -    |
| Vuelta a España | -    | -    | 2º   | -    | -    | -    | Ab.  | 25º  | -    |

## Equipos
Durante su carrera profesional Armand Desmet militó en los siguientes equipos:
- 1955-1957. Groene Leeuw
- 1958. Groene Leeuw-Leopold
- 1959-1960. Groene Leeuw-Sinalco-Sas
- 1961. Faema
- 1962-1963. Faema-Flandria
- 1964-1966. Solo–Superia
- 1967. Flandria-De Clerck